# Balto 3 : Sur l'aile du vent
Série
Balto 2 : La Quête du loup
(2002)
Pour plus de détails, voir Fiche technique et Distribution.
Balto 3 : Sur l'Aile du vent est un film d'animation américain réalisé par Phil Weinstein et sorti en 2004.
Il clôt la série de films Balto, commencée neuf ans auparavant avec Balto : L'Histoire d'une légende et qui fut continuée par Balto 2 : La Quête du loup, en 2002.
De nombreuses rumeurs circuleront par la suite sur l'éventualité d'un quatrième film de la série Balto mais le studio Universal va démentir en jugeant que le film n'avait pas eu d'assez bons résultats pour envisager un prolongement de la série.

## Résumé
L'histoire se déroule au printemps 1928, soit trois ans après les événements du premier film et quelques mois après ceux du deuxième.
Kodi est le fils de Balto, il travaille dans l'attelage de la poste, un travail qu'il vient tout juste d'avoir et qu'il aime. Quant à Balto, il est intrigué par l'arrivée d'un avion à Nome. Balto avoue qu'il a toujours rêvé de voler. Néanmoins, l'arrivée de l'avion n'enchante pas les chiens de la poste et leurs soupçons sont confirmés lorsque le pilote, Duke, propose de distribuer le courrier, le traîneau étant quelquefois en retard à cause du climat. Pendant ce temps là, Boris tombe amoureux d'une oie prénommé Stella. Celle-ci lui propose de voler avec lui. Boris accepte mais il a le vertige et ne sait voler qu'à basse altitude. Malgré les efforts de Balto, Boris n'y arrive pas et commence à mentir à Stella sur une soi-disant blessure à une aile.
Les propriétaires des chiens tentent de s'expliquer avec le directeur de la poste. Il est alors décidé d'organiser une course pour déterminer qui est le plus rapide entre l'avion ou les chiens. Les membres du groupe sont rassurés car ils restent une chance de conserver leurs postes. Les chiens décident qu'il faudrait quelqu'un d'expérience et de très rapide pour mener l'attelage et le choix se porte, sans grande surprise, sur Balto. 
Balto confie à Jenna qu'il ne peut pas battre l'avion et qu'il a peur de décevoir Kodi, qui pourrait perdre son emploi. Jenna redonne confiance en Balto, disant que c'est très important, pour Kodi, que son père soit avec lui dans cette aventure. On apprend aussi que Kodi était le plus faible et le moins rapide de la portée de Jenna. Balto l'a alors entraîné, même après que Kodi soit dans un foyer, pour qu'il devienne meilleur. Après cela, Balto observe l'avion de près et Duke le remarque, le reconnaissant comme étant le héros de Nome. Ils deviennent amis. 
Le lendemain, avant le début de la course, Boris montre à Balto comment il a menti à Stella mais il ne sait pas qu'elle est derrière lui quand il explique tout cela. L'oie poursuit alors le jars menteur qui se retrouve dans le sac de courrier que doit transporter Duke et est placé dans l'avion. La course commence et l'avion arrive en premier à la ville de White Mountain. Boris arrive à s'extirper du sac mais il est effrayé en voyant où il est arrivé. L'attelage de Balto arrive mais il n'a pas le temps de l'atteindre. C'est alors qu'il voit l'avion immobilisé, du fait de la glace sur les ailes, et s'installe une nouvelle fois dans l'avion. Le chemin retour commence avec les chiens en tête mais ils sont très vite rattrapés et dépassés par l'avion. Néanmoins, Duke a du mal à se repérer du faît du brouillard et heurte un arbre avant de s'écraser. Balto et ses amis arrivent en premier à Nome et remporte la course. Kodi remercie son père mais Balto reste sceptique, disant que d'autres avions risquent de revenir et qu'il sera dur de garder cette place.
Balto est inquiet du fait que l'avion n'est pas encore arrivé. C'est alors que Muk et Luk avertissent Jenna et Balto qu'ils ont été attaqués par un monstre. Ils comprennent alors que l'avion s'est écrasé. Le chien-loup tente de rassembler les chiens pour sauver Duke mais ils refusent ainsi que Kodi, considérant le pilote comme un ennemi, ce qui déçoit beaucoup son père ainsi que Jenna. Balto rencontre Stella et lui avoue que l'avion s'est écrasé. Stella accepte de venir l'aider, se sentant coupable de ce qui est arrivé. Balto, Stella ainsi que Muk et Luk partent alors pour sauver Duke et Boris. Néanmoins, lors du voyage, la poudreuse cède sous les pattes de Balto et des deux ours et ils se retrouvent dans une rivière qui aboutit à une cascade. Ils sont sauvés grâce à des morceaux de glace et d'iceberg bloquant l'accès à la cascade. Ils arrivent alors sur les lieux du crash qui se trouve sur le territoire des élans et rencontrent un élan colérique qui sera maîtrisé par un autre élan. 
Boris est retrouvé et ramené à Nome par Stella, Muk et Luk. Balto se charge de ramener Duke mais celui-ci à une jambe cassée. Il s'installe alors sur une des plaques en métal de l'avion tirée par Balto. Cependant, ils arrivent à un pont de glace qui commence à se briser. Balto arrive au bout mais Duke pend dans le vide. Alors que les deux glissent vers le gouffre, Kodi et ses amis arrivent pour aider son père à ramener Duke à Nome. L'ensemble des chiens sont considérés comme des héros. Après cela, Stella accepte de pardonner les mensonges de Boris et Duke construit un autre avion qu'il nomme Balto Flyer. Balto réalise enfin son rêve en volant dans l'avion en compagnie de Duke.

## Fiche technique
- Titre original : Balto III: Wings of Change
- Réalisation : Phil Weinstein
- Scénario : Elana Lesser et Cliff Ruby
- Musique : Adam Berry et Perry La Marca
- Production : Phil Weinstein, David W. King, Nick Hyman et Tim Gilmer
- Société de production : Universal Cartoon Studios
- Éditeur : Ken Solomon
- Directeur artistique : Wei M. Zhao
- Création des effets spéciaux : Kathleen Quaife
- Animation des personnages : Kexx Singleton
- Pays d'origine : États-Unis
- Langue originale : anglais
- Genre : Animation, aventure
- Durée : 76 minutes
- Dates de sortie : 
  - États-Unis - 1er février 2004
  - France - 23 novembre 2004

## Distribution

### Voix originales
- Maurice LaMarche : Balto / Le premier élan / Le second élan
- Jodi Benson : Jenna
- Sean Astin : Kodi
- Keith Carradine : Duke
- Charles Fleischer : Boris / Le receveur du courrier de White Mountain
- Kevin Schon : Muk / Luk / Monsieur Simpson
- Jean Smart : Stella
- Bill Fagerbakke : Ralph / Monsieur Conner
- Charity James : Dusty
- Carl Weathers : Kirby
- David Paymer : Mel
- Kathy Najimy : Dipsy

### Voix françaises
- Philippe Vincent : Balto
- Rafaèle Moutier : Jenna
- Guillaume Lebon : Kodi / Muk
- Stéphane Ronchewski : Duke
- Patrick Préjean : Boris
- ... : Stella
- Bernard Tiphaine : Kirby
- Bernard Soufflet : Ralph
- Sylvie Jacob : Dusty
- Georges Caudron : Mel
- ... : Dipsy
- ... : Monsieur Conner
- Jean-François Lescurat : Monsieur Simpson